# Beriotisia fuegensis
Beriotisia fuegensis là một loài bướm đêm trong họ Noctuidae.